# Schwingtisch
Ein Schwingtisch (auch Rütteltisch oder englisch Shaker) ist eine technische Prüfeinrichtung, mit der durch Vibrationen ein Bauteil oder eine ganze Maschine belastet wird.

## Anwendung
Der Schwingtisch erzeugt meistens harmonische Schwingungen, aber es sind auch andere Signalformen möglich.
Die Auswertung von mehreren Kraft- und Beschleunigungssensoren gibt Auskunft über die Verformung und Eigenfrequenzen des Prüflings.
Ein Rütteltisch lässt sich z. B. für die Verdichtung von Beton oder Schüttgütern einsetzen. Ebenso lassen sich auf einem Rütteltisch z. B. elektromechanische, oder elektronische Bauteile auf ihre Vibrationsfestigkeit hin prüfen. Oftmals werden Rütteltische/Vibrationsanlagen in bestehende Anlagen integriert, um Produkte zu verdichten oder zu verteilen. Als einige der vielfältigen Anwendungsbereiche sind beispielhaft genannt:
Verdichten von Beton und Fertigbetonelementen, Verdichtung von Polymerbeton (Mineralguss) für Maschinenbette und Maschinenständer, Entlüften zäher Medien z. B. Harze, 2-Komponenten Mischungen, Verdichten von losen Schüttgütern z. B. bei der Abfüllung in Verpackungen, BigBags, Gabionen etc. Entleeren von Behältern, Prüfen von elektrischen und mechanischen Bauteilen auf Vibrationsfestigkeit, Verdichten zur Bestimmung von Bodenparametern nach DIN, Entlüften von viskösen Flüssigkeiten.

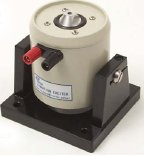
Kleiner elektrodynamischer Shaker

In der Akustik und Schwingungstechnik werden elektrodynamische Schwingtische zur gezielten Schwingungs- bzw. Körperschall-Anregung von Messaufbauten eingesetzt. Hierbei können exakte Signalverläufe über ein breites Frequenzspektrum dargeboten werden. Eine spezielle Form solcher Schwingtische sind Schwingungskalibratoren, welche zur Kalibrierung von Körperschall- bzw. Schwingungssensoren genutzt werden.
Abhängig vom Anwendungsfall kann die in die Rütteltischplatte eingeleitete Bewegung in unterschiedlicher Form erfolgen:

### Gerichtete Schwingung
Klassischerweise erfolgt die Schwingbewegung gerichtet und senkrecht zur Tischfläche.
In den meisten Anwendungsfällen wird hierbei ein optimales Ergebnisse erzielt.
Für die Erzeugung dieser Bewegung können bei pneumatischem Betrieb Kolbenvibratoren eingesetzt werden,
welche eine gerichtete Schwingung erzeugen können. Bei einem elektrisch betriebenen Rütteltisch werden Unwuchtmotoren verwendet.
Da diese bauartbedingt einen umlaufenden Kraftvektor haben, müssen zwei solcher Aggregate verwendet werden.
Diese sind achsparallel angeordnet und werden gegenläufig betrieben, wodurch eine Selbstsynchronisation erfolgt.
In der Folge heben sich die Kraftkomponenten in Tischebene auf, wodurch die erwünschte sinusförmige Schwingung senkrecht zur Tischplatte entsteht.
In der Schwingungsmesstechnik werden in der Regel elektrodynamische Schwingtische genutzt. Diese werden, vergleichbar mit einem elektrodynamischen Lautsprecher, über eine Schwingspule in einem Magnetfeld angetrieben.

### Umlaufende Schwingung
In einfachen Anwendungsfällen kann eine umlaufende Schwingung ausreichend sein.
Hierbei können sowohl elektrische Unwuchtmotoren, als auch pneumatische Kugel-, Rollen- oder Turbinenvibratoren (bei kleineren Rütteltischen) eingesetzt werden.